# 內莫峰
64°46′S 63°16′W / 64.767°S 63.267°W
內莫峰（英語：Nemo Peak）是南極洲的山峰，位於帕默群島中溫克島北部，處於尼普峰東北面1.9公里，海拔高度865米，該山峰由比利時的探險隊發現。